# Cyathea decomposita
Cyathea decomposita är en ormbunkeart som först beskrevs av Karst., och fick sitt nu gällande namn av Karel Domin. Cyathea decomposita ingår i släktet Cyathea och familjen Cyatheaceae. Inga underarter finns listade.